# M60 (тенк)
M60 је амерички основни борбени тенк друге генерације. Званично је стандардизован као Tank, Combat, Full Tracked: 105-mm Gun, M60 у марту 1959. Иако је развијен из пројекта тенка M48 Патон, серија тенкова M60 није никада званично именована као Патон тенк. Америчка армија га је сматрала "унапређеним потомком" пројекта Патон тенкова. Пројектантске сличности су очигледне поредићи оригиналну верзију тенка M60 са тенком M48A2. Тенк се некада незванично сврстава у породицу Патон тенкова. САД су се потпуно посветиле доктрини основног борбеног тенка 1963, када је Марински корпус повукао последњи батаљон тешких тенкова M103. Серија тенкова M60 је постала примарни амерички основни борбени тенк током Хладног рата, достигавши бројку од преко 15.000 произведених тенкова M60. Производња шасија се окончала 1983, али је 5.400 старијих модела прерађено на варијанту M60A3 закључно са 1990.
M60 је постигао оперативни капацитет размештањем у јединице Америчке армије у Европи почевши од децембра 1960. Прву борбену употребу тенка M60 је извео Израел током Јомкипурског рата, где је служио под ознаком "Магах 6", показавши се добрим у борби против сличних тенкова као што су Т-62. Израелци су поново користили M60 током Либанског рата 1982, опремљене надоградњама као што су експлозивни реактивни оклоп да се одбране од навођених пројектила који су се показали врло успешним у уништавању тенкова. Тенк M60 је такође коришћен 1983. током операције Хитан бес, као подршка америчким маринцима у амфибијском искрцавању на Гренаду. Тенкови M60 испоручени Ирану су коришћени у Иранско-ирачком рату.
Највећа борбена употреба тенкова M60 које су извеле САД је било током Заливског рата 1991, када су амерички маринци наоружани тенковима M60A1 поразили ирачке оклопне снаге, наоружане између осталих тенковима Т-72. САД су повукле тенкове M60 са фронтовске употребе након операције Пустињска олуја, а последњи тенкови су повучени из употребе у Националној гарди 1997. Серија возила M60 и даље служе у бројним армијама, иако су већина њих врло модификована, а њихова ватрена моћ, мобилност и заштишта су унапређене да би им се повећала њихова борбена употреба у модерним бојиштима.
Серија тенкова M60 је претрпела многе измене токог свог периода службе. Унутрашњост тенка, заснована на пројекту тенка M48, пружила је довољно простора за измене и побољшања, чиме је радни век тенка продужен на скоро четири деценије. Често су га користиле САД и њени хладноратовски савезници, нарочито они који су чланови НАТО пакта, и остао је у служби широм света, иако га је у оружаним снагама САД заменио тенк M1 Абрамс. Шасија тенка је била основ за широк круг прототипа и помоћних возила, као што су оклопна возила за извлачење, транспортери мостова и инжењеријска борбена возила. Према подацима из 2015, Египат је навјећи корисник са 1.716 унапређених тенкова M60A3, Турска је на другом месту са 866 унапређених примерака у служби, а Саудијска Арабија је трећа са више од 650 тенкова.